# Xã Martin, Quận Crawford, Illinois
Xã Martin (tiếng Anh: Martin Township) là một xã thuộc quận Crawford, tiểu bang Illinois, Hoa Kỳ. Năm 2010, dân số của xã này là 531 người.